# Richard Money
Richard Money (* 13. Oktober 1955 in Lowestoft, East Suffolk, Suffolk) ist ein ehemaliger englischer Fußballspieler, der mittlerweile als Trainer tätig ist.

## Werdegang
Money spielte ab 1973 für Scunthorpe United in der Football League Fourth Division. 1977 wechselte der Abwehrspieler zum FC Fulham in die Second Division. Als der Klub 1980 in die Drittklassigkeit abstieg, wechselte er zum amtierenden englischen Meister FC Liverpool in die First Division, konnte sich aber in den folgenden beiden Jahren nicht durchsetzen und wurde 1981 kurzzeitig an Derby County verliehen. Als englischer Meister verabschiedete er sich 1982 in Richtung Erstligaaufsteiger Luton Town. 1983 zog er weiter zum FC Portsmouth und ließ zwischen 1985 und 1990 bei seinem Heimatverein Scunthorpe United in der vierten Liga seine Laufbahn ausklingen.
Zunächst arbeitete Money nach seinem Karriereende als Jugendtrainer bei Aston Villa. Im Januar 1993 übernahm er bei Scunthorpe United das Traineramt, das er bis zum Sommer 1994 innehatte. Später war er für die Jugendarbeit bei Coventry City zuständig, ehe er 2003 den schwedischen Erstligisten AIK übernahm. In seiner ersten Spielzeit führte er den Klub auf den fünften Tabellenrang, als jedoch bereits in der Vorbereitung auf die Spielzeit 2004 die Mannschaft nicht überzeugen konnte und ohne Sieg in die Runde startete, trat er nach dem dritten Spieltag zurück.  Anschließend übernahm er Ende Mai den Zweitligisten Västerås SK. 2005 ging er nach Australien zu den Newcastle United Jets, kehrte aber nach einem Jahr nach England zum FC Walsall zurück. Im April 2008 trat er dort von seinem Traineramt zurück.
Im Juni 2008 verließ Money die Trainerbank und ging als Leiter der Nachwuchsakademie zu Newcastle United. Dort erwarb er sich einen guten Ruf, blieb jedoch nur bis zum Oktober des folgenden Jahres im Amt, als ihn seine vormalige Spielstation Luton Town als neuen Trainer abwarb. Mit der Mannschaft von der Kenilworth Road, die im Vorjahr erstmals seit 89 Jahren in den Non-League football abgestiegen war, spielte er um den Wiederaufstieg in die Football League Two. Zwar erreichte er mit der Mannschaft den zweiten Platz der Football Conference hinter dem FC Stevenage, in der anschließenden Aufstiegsrunde verpasste er jedoch nach zwei Halbfinalniederlagen gegen York City den direkten Wiederaufstieg. Im März 2011 trennten sich Money und Luton auf dem dritten Tabellenrang liegend einvernehmlich. Sein Nachfolger wurde sein bisheriger Assistenztrainer Gary Brabin.